# Enaeta
Enaeta là một chi ốc biển, là động vật thân mềm chân bụng sống ở biển trong họ Volutidae.

## Các loài
Các loài thuộc chi Enaeta bao gồm:
- Enaeta barnesii (Gray, 1825)[2]
- Enaeta cumingii (Broderip, 1832)[3]
- Enaeta cylleniformis (Sowerby I, 1844)[4]
- Enaeta guildingii (Sowerby I, 1844)[5]
- Enaeta leonardhilli Petuch, 1982[6]
- Enaeta reevei (Dall, 1907)[7]